# Clemente II
Clemente II (en latín, Clemens PP. II), de nombre secular Sudiger de Morsleben y Hornburg (Sajonia, ¿? - Pésaro, 9 de octubre de 1047) fue el 149.º papa de la Iglesia católica de 1046 a 1047.

## Biografía
Sudiger era conde de Morsleben y obispo de Bamberg cuando, a raíz del concilio de Sutri, fue elegido papa el 25 de diciembre de 1046 gracias al apoyo que le prestó el rey alemán Enrique III.
Su primer acto como pontífice fue la coronación imperial de Enrique III ese mismo año. Junto con la corona, el nuevo emperador recibe también el título de patricio de los romanos, dignidad que lleva implícita la prerrogativa de que toda elección papal debía contar con su previa autorización. 
Con la recuperación del control imperial en la elección papal desaparece la influencia de las familias patricias romanas en dicha elección, lo que tuvo su inmediato reflejo en que tanto Clemente II como los tres papas siguientes fueron alemanes y nombrados por el emperador, de forma que a los papas de la nobleza romana les seguían ahora una serie de papas imperiales.
Durante su breve pontificado convocó, en 1047, un concilio en Roma en el que trató de introducir reformas en la Iglesia, reducir el poder que en la misma habían alcanzado los obispos-condes y acabar con la simonía.
En el retorno de un viaje que realizó al Sacro Imperio, contrajo una fiebre que le provocó la muerte, en Pésaro, el 9 de octubre de 1047. 
Fue enterrado en la Catedral de Bamberg, su tierra natal, lo que le convierte en el único papa cuya tumba está situada al norte de los Alpes.